# 오토펠라티오

오토펠라티오

오토펠라티오(영어: Autofellatio)는 남성이 자신의 성기에 스스로 오럴 섹스를 하는 형태의 자위행위이다. 이 행위는 일상적으로 시도하기에는 일반인의 평균적인 신체 구조상 어려움이 따르는 행위이다. 피드백이 예측 가능하므로 일반적으로 타인과의 펠라티오보다 쾌감이 크지 않다.
허리의 유연성이 떨어지거나, 목에 이상이 있거나, 혹은 발기한 성기의 크기가 구강까지 도달하지 않는 신체조건을 가진 사람이 무리하게 시도할 경우 위험을 초래할 수 있다.
자기 혼자서 하는만큼 더욱 강하게 움직여야 한다.

## 같이 보기
- 펠라티오
- 자위행위
- 오토커닐링구스